# غباشاوات
غَبَّاشاوات (الاسم العلمي: Opatrini)، قبيلة خنافس من فصيلة الظلاميات.